# Вильгельм IV (маркиз Монферратский)
Вильгельм (Гульельмо) IV (Guglielmo IV del Monferrato) (ум. 1084/1085) — маркграф Монферрато.
Сын Оттона II Монферратского и Констанции Савойской.
Родился между 1030 и 1035 годом.
Впервые в качестве маркграфа упоминается в документе 1059 года.
Считается, что Вильгельм IV умер в 1084/1085 году, хотя ещё в 1093 году назван в числе присутствующих на церемонии передачи императором Генрихом IV монастыря Бреме епископу Павии.

## Семья
Первая жена — имя и происхождение не известны. От неё сын:
- Энрико II «иль Бальбо» (ум. до 1127), маркиз Рокетты

Вторая жена — Отта ди Огледо, дочь Тебальдо ди Огледо. От неё дети:
- Вильгельм V «Инфорцато» (ум. до 1127)
- Раньери (ум. 1135/1137, маркграф Монферрата.